# Oubari
Oubari, aussi appelée Awbari (en tamazight : ⴰⵡⴱⴰⵔⵉ), est une ville libyenne située dans le district de Wadi al Hayaat appartenant à la région du Fezzan.

## Population
Oubari est un bastion touareg où vivent également des Toubous,. La population, selon une estimation de 2010, est de 24 918 habitants.

## Géographie
La ville est dominée par le mont Tendé, le lieu le plus stratégique de la ville dans le contexte des affrontements entre Touaregs et Toubous de 2014 à 2015.
À proximité se trouve l'erg Oubari parsemé de lacs salés : Oum el-Maa, Gaberoun, Mahfa, Mandara. À cet emplacement se trouvait, il y a plusieurs millénaires, un lac immense le Megafezzan pouvant couvrir jusqu'à 120 000 km2.
L'oasis d'Al Fejeij est située à une cinquantaine de kilomètres à l'ouest d'Oubari.

## Histoire

### Seconde guerre civile libyenne
La ville a été le théâtre d'un violent conflit entre les Touaregs et les Toubous de 2014 à 2015 qui a divisé la ville en deux. Un accord de paix a été conclu au mois de novembre 2015 après 14 mois de violences, même si des heurts éclatent encore sporadiquement. Le dernier a abouti au bombardement par les Touaregs, à partir du mont Tendé, du fort ottoman de la ville occupé par les combattants toubous.
En dépit du cessez-le-feu signé à Doha (Qatar) en novembre 2015, les tensions restaient fortes entre les deux communautés en 2017.